# 沈魁
沈魁（1919年5月25日—2023年1月21日），男，奉天（今辽宁）昌图人，中国外科学家，曾任中国医科大学教授、博士生导师。